# What/If/They Both Could Fly
What / If / They Both Could Fly ist ein Jazzalbum von Joe McPhee und Evan Parker. Die im Juli 2012 auf dem Kongsberg Jazzfestival entstandenen Aufnahmen erschienen zunächst als Langspielplatte in einer ersten Auflage von 500 Exemplaren inklusive Bonus-CD im November 2013 auf Rune Grammofon; weitere Auflagen erschienen 2017 bei Catalytic Sound/Bandcamp.

## Hintergrund
Evan Parker und Joe McPhee hatten im Laufe der Jahre in vielen verschiedenen Gruppen zusammengespielt, aber nur einmal zuvor, im Jahr 2003, als Duo aufgenommen (Chicago Tenor Duets). Bei dem Mitschnitt What/If/They Both Could Fly, der beim Kongsberg Jazz Festival aufgenommen wurde, spielte Evan Parker Tenorsaxophon, während McPhee Trompete und Sopransaxophon verwendete. Das fast 40-minütige Treffen gliedert sich in drei unterschiedlich lange Stücke.

## Titelliste
- Evan Parker & Joe McPhee – What / If / They Both Could Fly (Rune Grammofon – RLP3149, Rune Grammofon – RCD2149)

1. What 18:52
2. If 13:54
3. They Both Could Fly 6:25

Die Kompositionen stammen von Evan Parker & Joe McPhee.

## Rezeption
Thom Jurek verlieh dem Album in Allmusic vier Sterne und schrieb, anstatt einer Konfrontation sei dieses Konzert eher ein aktives Gespräch zwischen zwei Freunden, die mit den „Sprechstilen“ des anderen sehr vertraut sind. Parker begnüge sich damit, einen recht engen Tonumfang des Tenors auszuloten, aber es fehle ihm bei weitem nicht an Ideen. Sein wunderbarer multivalenter Einsatz der zirkulären Atmung biete schnelle idiomatische Momente. McPhee hingegen spiele auf beiden Instrumenten eher lyrisch, wie er es seit den 1960er Jahren gewohnt ist. Auch wenn in ihrem gemeinsamen Spiel nur einige wenige Töne üblich sind, vollziehe sich dies fast immer „in einem Geben und Nehmen. Nicht Call and Response; eher eine Behauptung zuerst, gefolgt von Ausarbeitung, gelegentlich Argumentation und entweder Entschlossenheit oder Rückzug“.  Der Mitschnitt sei angenehm und einnehmend durch sein lebendiges Zusammenspiel, das entspannt, offen und neugierig präsentiert werde, resümiert Jurek.
John Fordham schrieb im Guardian, mit tiefem Tenor-Grollen und hohem Bläserquietschen, das fast gleichzeitig in sehnsüchtige, lange Töne umschlägt, werde der erste lange Track zu einer klassischen Parker-Episode mit Solo-Saxophon-Polyphonie, einer fast stummen Passage von Gemurmel, Ausatmen und Ventil-Flattern, dann ein traurig harmonisches Finale. Gequetschte Ventilklänge und sanft perkussive Geräusche würden das zweite Stück eröffnen, auf dem McPhee spielerisch über Parkers rastlos drehende zyklische Figuren jaule; dann untermalten knurrende, tiefe Blechtöne zappelnde Zungenlinien, Coltranesque-Balladen-Tonalitäten und eine Don Cherry-hafte Lebhaftigkeit im kürzeren dritten Abschnitt. Dies sei ein Muss für Free-Jazz-Schüler von Parker und McPhee, aber auch Uneingeweihte könnten in dieser anmutig rationalen und abwechslungsreichen Leistungsschau der Improvisation viel Spaß haben.
Nach Ansicht von Stewart Smith sei der Mitschnitt ein großartiger Duo-Austausch, ohne Angeberei oder Konkurrenz. Dies sei ein sehr lyrisches Album mit abstrakten Abschnitten, die anmutig in melodischere Passagen übergingen, in denen Parker Bebop-artige Figuren erforsche, während McPhee lange, silbrige Töne festhalte.